# ريجنالد روز
ريجنالد روز (بالإنجليزية: Reginald Rose)‏ (و. 1920 – 2002 م) هو كاتب سيناريو، وكاتب، وكاتب مسرحي أمريكي، ولد في نيويورك، توفي في كونيتيكت، عن عمر يناهز 82 عاماً.

## جوائز وترشيحات
حصل على جوائز منها:
جوائز
- ميدالية النصر في الحرب العالمية الثانية [الإنجليزية]‏
- جائزة إدغار

ترشيحات
- جائزة الأوسكار لأفضل فيلم، عن عمل: 12 رجلا غاضبا
- جائزة الأوسكار لأفضل كتابة، عن عمل: 12 رجلا غاضبا

ترشح لـ:
- جائزة الأوسكار لأفضل كتابة "سيناريو مقتبس"، عن عمل: 12 رجلا غاضبا
- جائزة الأوسكار لأفضل فيلم، عن عمل: 12 رجلا غاضبا.

## وصلات خارجية
- ريجنالد روز على موقع IMDb (الإنجليزية)
- ريجنالد روز على موقع ميتاكريتيك (الإنجليزية)
- ريجنالد روز على موقع روتن توميتوز (الإنجليزية)
- ريجنالد روز على موقع ألو سيني (الفرنسية)
- ريجنالد روز على موقع تيرنر كلاسيك موفيز (الإنجليزية)
- ريجنالد روز على موقع أول موفي (الإنجليزية)
- ريجنالد روز على موقع قاعدة بيانات برودواي على الإنترنت (الإنجليزية)
- ريجنالد روز على موقع قاعدة بيانات الأفلام السويدية (السويدية)
- ريجنالد روز على موقع قاعدة بيانات الفيلم (الإنجليزية)
- ريجنالد روز على موقع كينوبويسك (الروسية)